# Carytown
Carytown és una població dels Estats Units a l'estat de Missouri. Segons el cens del 2000 tenia 217 habitants.

## Demografia
Segons el cens del 2000, Carytown tenia 217 habitants, 85 habitatges, i 69 famílies. La densitat de població era de 5,8 habitants per km².
Dels 85 habitatges en un 27,1% hi vivien nens de menys de 18 anys, en un 71,8% hi vivien parelles casades, en un 4,7% dones solteres, i en un 18,8% no eren unitats familiars. En el 16,5% dels habitatges hi vivien persones soles el 7,1% de les quals corresponia a persones de 65 anys o més que vivien soles. El nombre mitjà de persones vivint en cada habitatge era de 2,55 i el nombre mitjà de persones que vivien en cada família era de 2,8.
Per edats la població es repartia de la següent manera: un 17,1% tenia menys de 18 anys, un 10,6% entre 18 i 24, un 29,5% entre 25 i 44, un 30,4% de 45 a 60 i un 12,4% 65 anys o més.
L'edat mediana era de 41 anys. Per cada 100 dones de 18 o més anys hi havia 109,3 homes.
La renda mediana per habitatge era de 27.292 $ i la renda mediana per família de 30.000 $. Els homes tenien una renda mediana de 23.125 $ mentre que les dones 20.313 $. La renda per capita de la població era de 13.852 $. Entorn del 7,4% de les famílies i el 7,8% de la població estaven per davall del llindar de pobresa.

## Poblacions més properes
El següent diagrama mostra les poblacions més properes.